# Echthrogaster
Echthrogaster is een geslacht van kevers uit de familie  
kniptorren (Elateridae).
Het geslacht is voor het eerst wetenschappelijk beschreven in 1900 door Blackburn.

## Soorten
Het geslacht omvat de volgende soort:
- Echthrogaster lugubris Blackburn, 1900